# Bemisia guierae
Bemisia guierae là một loài côn trùng cánh nửa trong họ Aleyrodidae, phân họ Aleyrodinae.
Bemisia guierae được Bink-Moenen miêu tả khoa học đầu tiên năm 1983.